# Jules Poncet
Jules Poncet, född 1838, död den 29 augusti 1873 i Paris, var en fransk upptäcktsresande i Afrika, bror till Ambroise Poncet.
Bröderna Poncy gjorde med sin morbror Alexandre Vaudey på 1850-talet flera handelsresor i övre Nilens område och anlade flera handelsstationer vid Nilen och Bahr al-Ghazal. Främsta resultatet av deras resor, skildrade i Annales des voyages (1863-1864), var en karta över Nilens mellersta lopp och bifloderna
Dinder, Sobat, Seraf och Jur.